# 格利特群島
37°31′37″N 08°55′43″E / 37.52694°N 8.92861°E

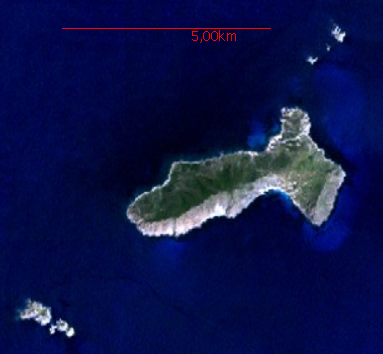

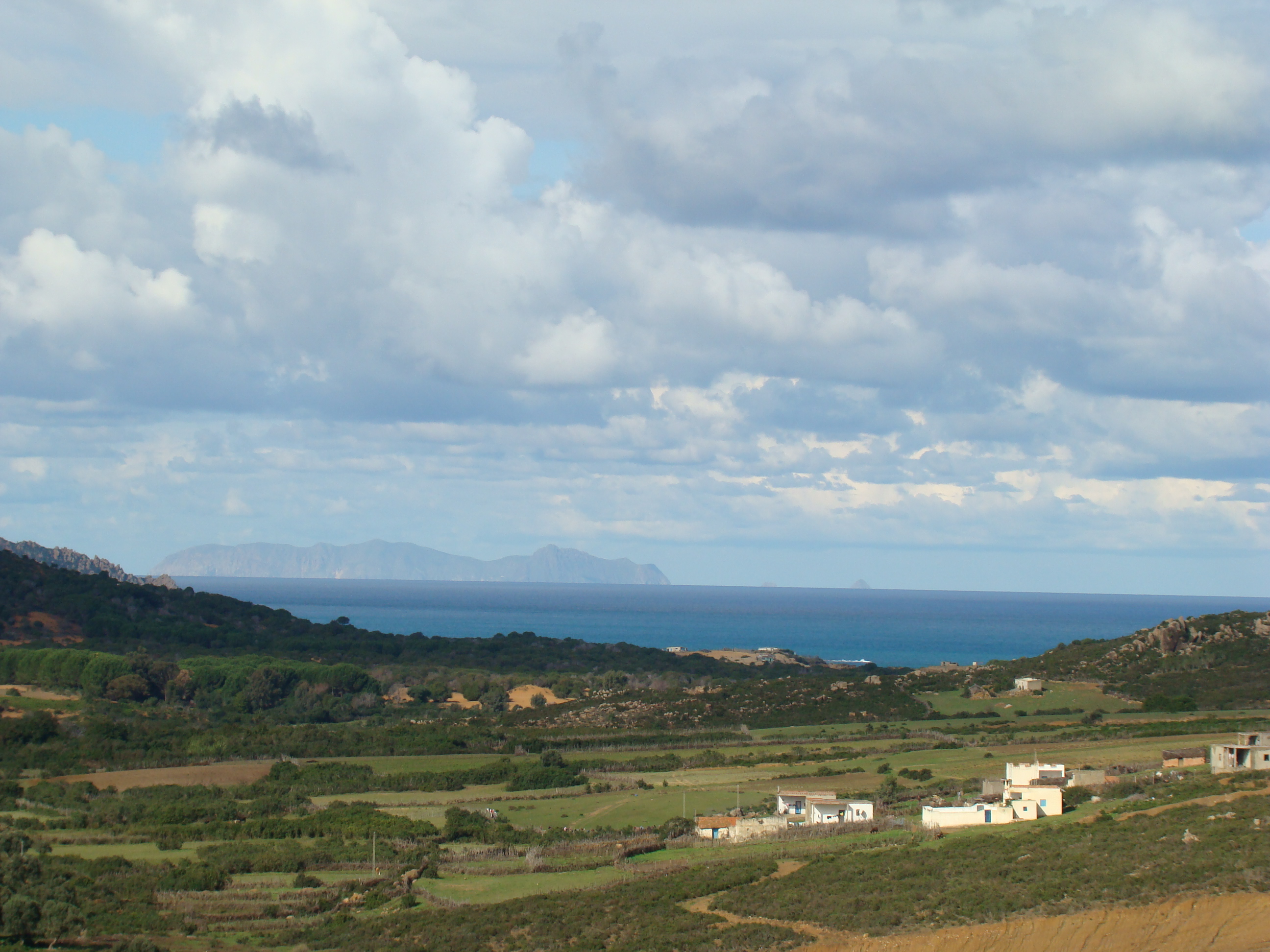

格利特群島是突尼斯的群島，位於地中海，由6座島嶼組成，行政方面由比塞大省負責管轄，總面積8.08平方公里，最高點海拔高度391米。

## 外部連結
- Pub. 131 Sailing Directions (Enroute) Western Mediterranean, Sector 7: Algeria and Tunisia—Cap Matifou to Cap Serrat （页面存档备份，存于）